# Igor Witaljewitsch Ossinkin
Igor Witaljewitsch Ossinkin (russisch Игорь Витальевич Осинькин; * 4. Juni 1965 in Pensa) ist ein ehemaliger russischer Fußballspieler und nunmehriger -trainer.

## Karriere

### Als Spieler
Ossinkin stammt aus der Jugend von Spartak Ordschonikidse, kam im Erwachsenenbereich aber nie über die dritte sowjetische Spielklasse hinaus. In dieser kam er für das usbekische Amudaryo Nukus sowie Lokomotive Mineralnyje Wody und Dynamo Machatschkala zum Einsatz. 1992 beendete er seine Karriere im Alter von 27 Jahren.

### Als Trainer
Ossinkin arbeitete zwischen 2003 und 2004 als Co-Trainer bei Awtodor Wladikawkas, wo er bereits als Spieler tätig gewesen war. 2005 kam er in die Akademija Konoplew, im Juni 2006 übernahm er den Partnerverein Krylja Sowetow-SOK Dimitrowgrad als Cheftrainer. Zur Saison 2008 verließ der Kader das Team und schloss sich dem neu gegründeten FK Toljatti an. Der Drittligist wiederum wurde nach der Saison 2009 aufgelöst und durch die Akademija Toljatti ersetzt, bei der Ossinkin blieb.
Zur Saison 2013/14 verließ er Toljatti und übernahm die U-19-Mannschaft des FK Kuban Krasnodar. Im Mai 2016 wurde er zum Cheftrainer des Erstligisten befördert. Zwar gewann er bis zum Ende der Saison 2015/16 zwei aus vier Ligaspielen, Kuban unterlag aber in der Relegation Tom Tomsk und musste damit aus der Premjer-Liga absteigen. Ossenkin verließ den Verein daraufhin und übernahm zur Saison 2016/17 den Drittligisten Tschertanowo Moskau als Trainer. Den Hauptstadtklub führte er 2018 in die Perwenstwo FNL, in der Tschertanowo in seiner ersten Zweitligasaison der Geschichte 2018/19 den fünften Rang belegte und anschließend beim COVID-bedingten Saisonabbruch 2019/20 auf Rang drei lag.
Zur Saison 2020/21 wechselte der Erfolgstrainer zum Ligakonkurrenten Krylja Sowetow Samara, den er zum Zweitliga-Meistertitel und damit zum Aufstieg in die Premjer-Liga führte. In der Saison 2021/22 wurde Samara Achter im Oberhaus.